# Mars-Grunt
Mars-Grunt, també conegut com a Expedició-M és una missió de retorn de mostres d'una nau espacial robòtica proposada per a ser enviats a Mart a mitjans de la dècada de 2020. Va ser proposat a l'Agència Espacial Federal Russa (Roscosmos) per l'Institut Rus de Recerca Espacial.

## Mòdul d'aterratge
Si fos finançat per l'agència espacial russa Roscosmos, el desenvoluparia per l'Institut Rus de Recerca Espacial i l'NPO Làvotxkin, basada en la tecnologia Fobos-Grunt.  Els dissenys mostren que un aterrador amb forma de cúpula separaria de l'orbitador i que entraria a l'atmosfera marciana protegida dins d'un con de frenada de goma inflable i coets de foc per a la fase final. Quan un braç robòtic selecciona i recupera les mostres (massa d'aproximadament 0,2 quilograms), un petit coet a la part superior de la plataforma dispararia el vehicle d'ascens per a la trobada i acoblament amb l'orbitador per a la transferència de mostres de sòl en el vehicle de retorn.

## Etapa de creuer
L'etapa de creuer PM (de Pereletny Modul - mòdul migratori -) es denomina de vegades Flagman. Va ser desenvolupat per a la missió Fobos-Grunt, però la seva arquitectura bàsica promet ser la base per a tota una generació de futures missions planetàries, incloses la Luna-Glob, la Luna-Resurs i la Luna-Grunt a la Lluna; la Venera-D a Venus; la Mars-NET i la Mars-Grunt a Mart i, possiblement, la Sokol-Laplas a Júpiter. El desenvolupador de la plataforma, NPO Làvotxkin, va destacar que en una configuració diferent, el mateix model satel·litari es podria adaptar com un orbitador o com un mòdul d'aterratge.

## Missió Fobos
A l'abril de 2015, la missió Expedició-M es va tornar a proposar per agafar mostres de Fobos, una de les llunes de Mart.